# Entrar (tecla)

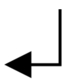
Tecla Entrar (↵) o Intro.

La tecla Entrar, también conocida como tecla Intro o tecla Enter, permite, al pulsarla, ejecutar un comando escrito previamente, o introducir datos numéricos después de haber sido estos digitados.
Los teclados extendidos tienen una segunda tecla Entrar en el teclado numérico. Algunos programas informáticos tratan el comportamiento de esta tecla de forma diferente.

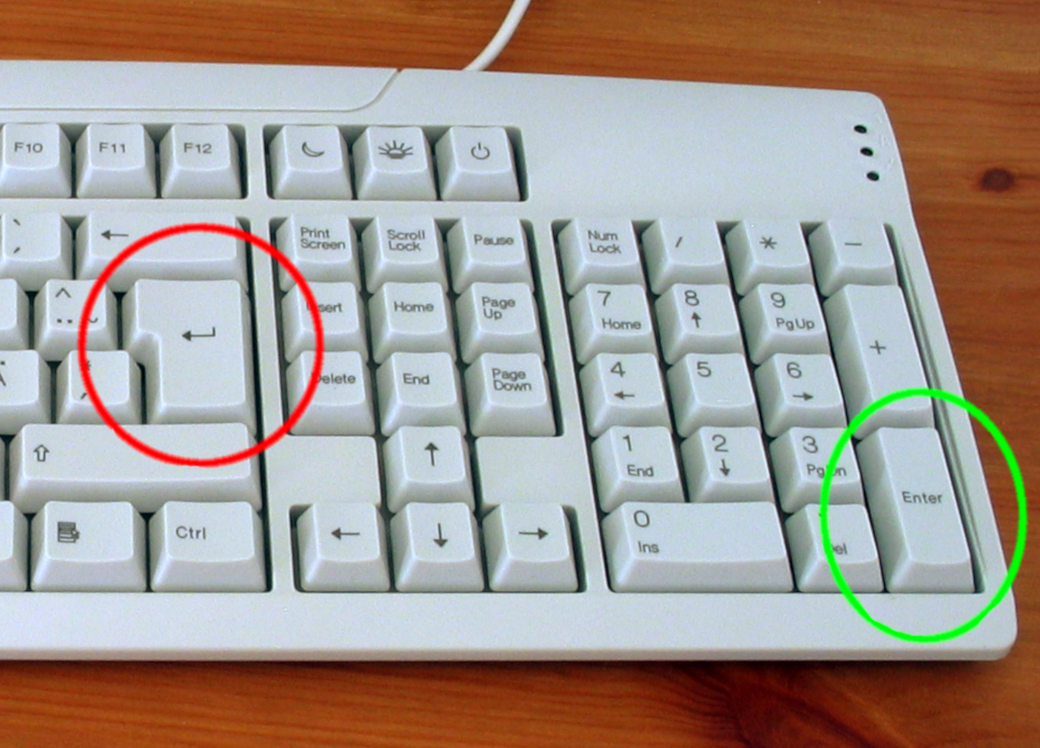
Ubicación de las teclas Entrar/Intro, en un teclado.

Su carácter ASCII es 13.

## Ubicación en el teclado
Teclado IBM PC/Compatible IBM PC/Microsoft Windows (distribución española).
Teclado IBM PC/Compatible IBM PC/Microsoft Windows (distribución latinoamericana).